# 古纳汪·穆罕默德
古納汪·苏萨蒂约·穆罕默德（1941年7月29日—）是一位印度尼西亚詩人、文學家、劇作家暨導演。

## 記者生涯
穆罕默德於1971年創辦了印尼雜誌《時間》（Tempo），並擔任編輯一職。之後，《時間》因批評印尼的專制政權而兩度被蘇哈托政府強行關閉。作為一個作家，穆罕默德在《時間》中的每週專欄《場邊》（Catatan Pinggirwas）亦因評論時事和頭條新聞而聞名。而穆罕默德在《場邊》發表的批評、評論、觀點及想法更被合編成六本書。於《場邊》中，穆罕默德從不會以一個明確的結論作總結，而是會以問題或開放式評論作總結，以鼓勵讀者繼續思考。
穆罕默德於1987年夥同三位印尼作家創立朗達基金會（Lontar Foundation） ，並且是人權組織「第十九條」國際顧問委員會成員。

## 文學作品
穆罕默德的早期作品：
- 《一個年輕詩人馬林昆當的肖像》（Potret Seorang Penyair Muda Sebagai Si Malin Kundang，1972年）
- 《性、文學、我們》（Seks, Sastra, Kita，1980年）

中期作品：
- 《文學與權力》（Kesusastraan dan Kekuasaan，1993年）
- 《一旦革命不再存在》（Setelah Revolusi Tak Ada Lagi，2001年）
- 《文字、時間》（Kata, Waktu，2001年）
- 《性外斜視》（Eksotopi，2003年）
- 《神和其他未完成的事》（Tuhan dan Hal-hal Yang Tak Selesai，2007年）

於2011年，為了慶祝其70歲誕辰，穆罕默德出版了數個作品，其中包括：
- 《馬克思主義、藝術、解放》（Marxisme, Seni, dan Pembebasan）
- 《印尼/過程》（Indonesia/Proses）
- 《詩與反詩》（IPuisi dan Antipuisi）
- 《在詩上》（On Poems）
- 《人士+問題》（Tokoh + Pokok）
- 《文本和信仰》（Teks dan Iman）
- 《灰、悲傷等：對神義論的思考》（Debu, Duka, Dst: Sebuah Pertimabngan anti-theodise）
- 《關於空間和權力》（Ruang dan Kekuasaan）
- 《圖像》（Rupa）
- 《早晨和檢索東西》（Pagi dan Hal-hal Yang dipungut Kembali）

## 獎項及表彰
於1998年，穆罕默德獲得保護記者委員會頒發国际新闻自由奖，並於翌年獲《世界新聞評論雜誌》頒發國際編輯年度獎。於2006年，穆罕默德獲丹·大衛德基金會頒發丹·大衛獎及100萬美金獎金。

## 外部連結
- 《時間》
- 古纳汪·穆罕默德的網站